# Spadenberg
Spadenberg är ett berg i Österrike.   Det ligger i distriktet Steyr-Land och förbundslandet Oberösterreich, i den nordöstra delen av landet, 140 km väster om huvudstaden Wien. Toppen på Spadenberg är 1 000 meter över havet, eller 361 meter över den omgivande terrängen. Bredden vid basen är 13,9 km.
Terrängen runt Spadenberg är huvudsakligen lite kuperad. Närmaste större samhälle är Steyr, 12,5 km nordväst om Spadenberg. 
I omgivningarna runt Spadenberg växer i huvudsak blandskog. Runt Spadenberg är det ganska tätbefolkat, med 60 invånare per kvadratkilometer.